# Келецка губерния
Келецка губерния (на руски: Келецкая губерния) е губерния на Руската империя, съществувала от 1842 до 1918 година, с прекъсване през 1844 – 1867 година, когато е част от Радомска губерния.
Създадена е с преименуването на дотогавашната Краковска губерния, която включва завладяната от руснаците част на някогашното Краковско войводство. Тъй като Краков остава извън Руската империя, столица на губернията е град Келце. Към 1897 година населението ѝ е около 762 хиляди души, главно поляци (88%) и евреи (11%). След разпадането на Руската империя става част от възстановената през 1918 година Полска република.